# Siemoken
Siemoken, 1938 bis 1945: Hintertannen, litauisch Simokai, ist ein verlassener Ort im Rajon Krasnosnamensk der russischen Oblast Kaliningrad.

## Lage
Die Ortsstelle befindet sich fünf Kilometer nördlich von Pobedino (Schillehnen/Schillfelde) am Rande des les Scheschupski (dt. Weszkaller Forst, 1938 bis 1945: Staatsforst Waldlinden). Die südliche Grenze der ehemaligen Gemeinde bildet der kleine Fluss Staraja (dt. Alxnuppe, 1938 bis 1945: Hangwasser).

## Geschichte

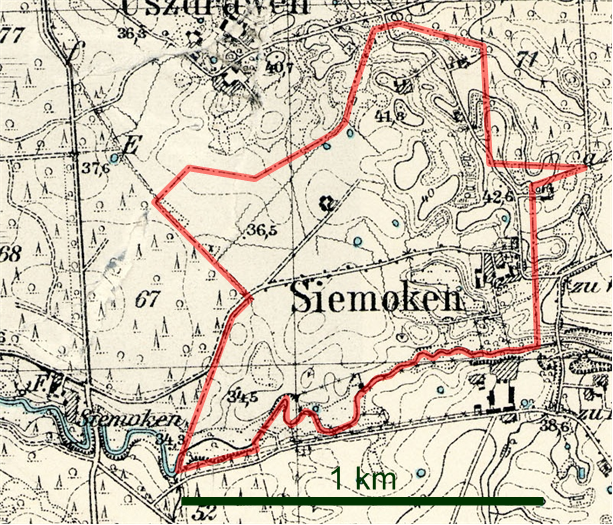
Die Landgemeinde Siemoken auf einem Messtischblatt von 1927

Der Ort ging 1560 als Abzweigung von der 1517 entstandenen Streusiedlung Derwinthin als Waischwill hervor und erhielt seinen späteren Namen durch den ersten Siedler Simon Cwyttaitis. 1660 hieß die Siedlung Symoken, 1664 Siemonkeitschen. Der bei der Großen Pest 1709/1710 entvölkerte Ort wurde 1719 als Simockayten neu besiedelt. Um 1780 war Siemocken ein königlicher Bauernort. 1874 wurde die Landgemeinde Simoken in den neu gebildeten Amtsbezirk Wisborienen im Kreis Pillkallen eingegliedert. Seit etwa 1885 schrieb man Siemoken. 1929 wurde das Forsthaus Siemoken in die Landgemeinde eingegliedert. 1938 wurde Siemoken in Hintertannen umbenannt. 1945 kam der Ort in Folge des Zweiten Weltkrieges mit dem nördlichen Ostpreußen zur Sowjetunion. Laut dem zweisprachigen Ortsverzeichnis der Oblast Kaliningrad von 1976 gehörten Überbleibsel des Ortes noch zu Liwny (Wisborienen/Grenzhöhe).

### Einwohnerentwicklung
| Jahr | Einwohner | Bemerkungen                       |
| ---- | --------- | --------------------------------- |
| 1867 | 35        |                                   |
| 1871 | 35        |                                   |
| 1885 | 56        |                                   |
| 1905 | 29        | davon 13 litauischsprachige       |
| 1910 | 37        |                                   |
| 1933 | 38        | einschließlich Forsthaus Siemoken |
| 1939 | 34        |                                   |

## Kirche
Siemoken/Hintertannen gehörte zum evangelischen Kirchspiel Schillehnen.